# Keéri-Szántó Imre
Keéri-Szántó Imre (Budapest, 1884. január 12. – Budapest, 1940. február 22.) magyar zongoraművész, zenepedagógus, zeneszerző.